# 第51回先進国首脳会議
第51回先進国首脳会議（だい51かいせんしんこくしゅのうかいぎ、英語: 51st G7 summit）はカナダ・アルバータ州カナナスキスにて2025年6月15日から6月17日に開催されたG7サミット。カナナスキスは第28回主要国首脳会議の開催地でもある。

## 参加者
前回・2024年G7サミット後に9人中6人が交代している。アメリカ合衆国大統領ドナルド・トランプは4年ぶりの参加。議長国カナダ首相マーク・カーニー、イギリス首相キア・スターマー、ドイツ連邦首相フリードリヒ・メルツ、日本国内閣総理大臣石破茂、欧州連合欧州理事会議長アントニオ・コスタの5名は初参加。
| メンバー        | 首脳 | 首脳                             | 称号             |
| --------------- | ---- | -------------------------------- | ---------------- |
| アメリカ合衆国  |      | ドナルド・トランプ               | 大統領           |
| イギリス        |      | キア・スターマー                 | 首相             |
| イタリア        |      | ジョルジャ・メローニ             | 閣僚評議会議長   |
| カナダ (議長国) |      | マーク・カーニー                 | 首相             |
| ドイツ          |      | フリードリヒ・メルツ             | 連邦首相         |
| 日本            |      | 石破茂                           | 内閣総理大臣     |
| フランス        |      | エマニュエル・マクロン           | 共和国大統領     |
| 欧州連合        |      | ウルズラ・フォン・デア・ライエン | 欧州委員会委員長 |
| 欧州連合        |      | アントニオ・コスタ               | 欧州理事会議長   |